# Barx (kommun)
Barx är en kommun i Spanien.   Den ligger i provinsen Província de València och regionen Valencia, i den östra delen av landet, 300 km sydost om huvudstaden Madrid. Antalet invånare är 1 335. Arean är 16,1 kvadratkilometer. Barx gränsar till Simat de la Valldigna, Xeresa, Gandia, Pinet och Quatretonda. 
Terrängen i Barx är kuperad.